# Sandrine Martinet-Aurières
Sandrine Martinet-Aurières (ou simplement Sandrine Martinet) est une para-judokate française, née à Montreuil (Seine-Saint-Denis) le 10 novembre 1982. Elle est championne de para judo dans la catégorie des malvoyants B2,.

## Biographie

### Une enfance baignée dans le judo
Dès son plus jeune âge, Sandrine Martinet pratique le judo. Elle commence à l'âge de 9 ans afin de canaliser son énergie et sa colère. En raison de son handicap visuel qui est l'achromatopsie, elle était rejetée à l'école, elle devait se mettre devant, se lever pour voir le tableau... Cette mise à l'écart l'a alors poussée à s'inscrire dans le judo en version paralympique. Elle s’inscrit dans son premier club : le SVLJ à Vincennes. Elle n'est pas jugée pour son handicap et s’intègre facilement. À l'âge de 16 ans, elle participe à sa première compétition de juniors en Allemagne dans laquelle elle est finaliste.
En attendant d'être sélectionnée en équipe de France, elle passe son bac S et entre en faculté de biologie.
Malgré un handicap pénalisant pour les études, elle continue le judo et participe à ses premiers championnats de France. Elle rencontre Olivier Cugnon de Sévricourt, judoka et kinésithérapeute qui suscite sa vocation pour la kinésithérapie, dont elle intègre la formation et elle en fait son métier en 2002.

#### Accident
En 2012, lors des Jeux paralympiques de Londres, Sandrine Martinet se fracture la malléole en plein combat, qu'elle n'abandonnera pas malgré la souffrance. Son adversaire prendra le dessus et la mettra à terre. Sa détermination à la suite de sa blessure la mènera encore plus loin en 2016, lors de sa revanche à Rio.

### Vie privée
Elle exerce le métier de kinésithérapeute, pour lequel elle se déciderait à prendre sa retraite en tant que judoka de haut niveau.

## Carrière sportive
Comme en 2004 à Athènes, Sandrine Martinet-Aurières remporte la médaille d'argent aux Jeux paralympiques d'été de 2008 à Pékin dans la catégorie des moins de 52 kg, défaite en finale par la Chinoise Cui Na,,.
Aux Jeux paralympiques d'été de 2012 à Londres, où elle est favorite, elle se brise la malléole en demi-finale alors qu'elle mène son combat. Elle termine 5e du tournoi.
En 2015, elle est médaillée de bronze aux Jeux mondiaux ISBA à Séoul. Elle remporte la médaille d'or aux Jeux paralympiques d'été de 2016, dans la catégorie des moins de 52 kg, face à l'Allemande Ramona Brussig.
Le 5 juillet 2021, elle est nommée porte-drapeau de la délégation française aux Jeux paralympiques d'été de 2020, conjointement avec le joueur de tennis Stéphane Houdet. Le 27 août 2021, elle remporte la médaille d'argent aux Jeux paralympiques de Tokyo 2020 dans la catégorie des moins de 48 kg, défaite en finale par l'Azerbaïdjanaise Shahana Hajiyeva.
Elle prend sa retraite en 2022, mais décide de revenir afin de participer aux Jeux paralympiques d'été de 2024 se tenant en France.
Pour sa sixième participation jeux paralympiques, à 42 ans, elle est médaillée d'argent dans la catégorie des moins de 48 kg J2 aux Jeux paralympiques d'été de 2024 à Paris, s'inclinant en finale face à la Kazakhstanaise Akmaral Nauatbek,.

## Palmarès
- Championne de France handisport de 2002 à 2008
- Vice-championne du monde en 2002 à Rome
- 3e aux Jeux mondiaux par équipe et individuel en 2003 à Québec
- Médaille d'argent aux Jeux paralympiques d'été de 2004 à Athènes
- Championne du monde en 2006 à Brommat
- Championne d’Europe en 2007 à Bakou
- Médaille d'argent aux Jeux paralympiques d'été de 2008 à Pékin
- 5e aux Jeux paralympiques d'été de 2012 à Londres
- Médaille d'or aux Jeux paralympiques d'été de 2016 à Rio de Janeiro en B2
- Médaille d'or aux IBSA Judo World Cup 2018 à Atyraou en B2
- Médaille de bronze au Championnat du monde d'Odivelas
- 3e au Grand prix de Bakou 2019
- Médaille d'or aux championnats du monde 2019 à Fort Wayne
- Médaille d'or aux championnats d'Europe 2019 à Gênes
- Médaille d'argent aux Jeux paralympiques d'été de 2020 à Tokyo en B2
- Médaille d'argent aux Jeux paralympiques d'été de 2024 à Paris en J2

## Distinctions
- Chevalier de la Légion d'honneur (décret du 30 novembre 2016)[12]
- Officier de l'ordre national du Mérite en 2008 ; (chevalier en 2004)

## Documentaire
Un documentaire intitulé Super Héros diffusé sur France 4 le 7 septembre 2016 lui est en partie consacré, ainsi qu'à Michaël Jeremiasz, Marie-Amélie Le Fur, Théo Curin et Mathieu Bosredon.
La chaîne de télévision japonaise WOWOW réalise un documentaire sur elle en 2021.
En 2022, la chaîne d'information française France Info réalise son portrait au sein de la série documentaire Incassable.